# گوری هتلند
گوری هتلند (انگلیسی: Guri Hetland؛ زادهٔ ۲۰ ژوئیهٔ ۱۹۷۴) اسکی‌باز صحرانوردی اهل نروژ است.
الگو:جعبه شخصیت ورزشی
گوری هتلند (انگلیسی: Guri Hetland؛ نام‌زادهٔ گوری ناتن، زادهٔ ۲۰ ژوئیهٔ ۱۹۷۴) اسکی‌باز صحرانوردی اهل نروژ است. او در منطقهٔ میرآکر در نزدیکی تروندهایم بزرگ شد و در همین شهر تحصیلات دانشگاهی خود را دنبال کرد.

## فعالیت حرفه‌ای
هتلند در هفت فصل متوالی (۱۹۹۵ تا ۲۰۰۱) در رقابت‌های جام جهانی اسکی صحرانوردی شرکت کرد و نمایندهٔ باشگاه IL Varden بود.  او در مجموع ۴۵ استارت فردی و ۱۳ استارت تیمی در جام جهانی داشت ولی موفق به کسب سکویی نشد. بهترین نتایج او، رتبه هشتم در مسابقهٔ اسپرینت آزاد انگلبرگ در دسامبر ۱۹۹۸ و رتبه هفتم در مسابقهٔ کلاسیک همان شهر در دسامبر ۱۹۹۹ بود.  بهترین رتبهٔ کلی او در رده‌بندی جام جهانی، رتبهٔ ۴۰ در فصل ۱۹۹۹ بود.  او هرگز در بازی‌های المپیک زمستانی یا مسابقات جهانی مدالی کسب نکرد.

## مربی‌گری
پس از پایان دوران حرفه‌ای، هتلند وارد حرفهٔ مربی‌گری شد. در اکتبر ۲۰۱۰، او و همسرش تور آرنه هتلند به‌عنوان سرمربیان تیم ملی سوئیس در اسکی صحرانوردی منصوب شدند؛ گوری در نقش مدیر فنی و تور آرنه در بخش اسپرینت فعالیت کرد.  در این دوره (۲۰۱۰ تا ۲۰۱۴)، تیم سوئیس با هدایت آن‌ها عملکرد درخشانی داشت و داریو کولاگنا موفق به کسب قهرمانی در تور دسکی، جام جهانی اسکی صحرانوردی و دو مدال طلای المپیک زمستانی ۲۰۱۴ شد.  در سال ۲۰۱۴، گوری هتلند عنوان «مربی سال سوئیس» را دریافت کرد.
او همچنین مدیر شخصی اسطورهٔ اسکی نروژ، ماریت بیورگن بود. در سال‌های بعد، هتلند به عنوان مدیر پروژه در تلاش شهر تروندهایم برای میزبانی قهرمانی جهان اسکی نوردیک ۲۰۲۵ فعالیت کرد.

## زندگی شخصی
گوری ناتن در سال ۲۰۰۴ با تور آرنه هتلند ازدواج کرد. او دارای مدرک دیپلم اقتصاد و مدرک سطح بالای مربی‌گری رسمی در اسکی صحرانوردی است.